# Universidad de Corea
La Universidad de Corea (en hangul, 고려대학교; en hanja, 高麗大學校; romanización revisada, Goryeo Daehakgyo; McCune-Reischauer, Koryŏ Taehakkyo) es una universidad privada situada en Seúl, capital de Corea del Sur.
Fundada en 1905 como el primer centro universitario de carácter moderno en el país administrado por coreanos. Actualmente cuenta con más de 20 000 estudiantes de pregrado y más de 10 000 estudiantes de posgrado. Forma parte de las universidades «SKY», un acrónimo histórico utilizado en Corea del Sur para referirse a las universidades de Seúl, Corea y Yonsei, consideradas las tres instituciones educativas de mayor prestigio en ese país. La universidad cuenta con 81 departamentos organizados en 19 facultades y divisiones, así como 18 escuelas de posgrado.
La Universidad de Corea es conocida por su origen nacionalista en la época colonial y también por su excelencia en el ámbito de la educación jurídica. En 2003, los estudiantes de la Facultad de Derecho de la Universidad de Corea representaban más del 15 % de las casi 900 personas que aprobaron el examen anual de abogados de Corea del Sur. En 2020, la universidad ocupó el puesto 69 en el mundo y 12 en Asia, posicionándose como la primera entre las universidades privadas de Corea del Sur durante cuatro años consecutivos.

## Personalidades[4]
- Lee Myung-bak: Presidente de Corea (2008-2013).
- Oh Se-hoon: Alcalde de Seúl.
- Kim Yu-Na: Patinadora artística sobre hielo y campeona olímpica.
- Du-Ri Cha: Jugador de fútbol.